# Paulina Andreu i Busto
Paulina Andreu i Busto   (Barcelona, 17 de febrer de 1921 - Sant Pere de Ribes, 9 d'octubre de 2020) també coneguda amb els noms de Paulina Schuman, Paulina Rivel o fins i tot Paulina Andreu Rivel Schumann va ser una pallassa i domadora eqüestre catalana que treballà en el circ.
Referent de l'art eqüestre del gran circ europeu del segle xx, representa també la irrupció de les grans artistes femenines en l'espectacle eqüestre, on va aplicar el talent, rigor i elegància amb que ha esdevingut un exemple per a les generacions circenses següents.

## Biografia
Va néixer el 1921 a la ciutat de Barcelona, mentre la família, habitualment residents a França, feien temporada al teatre Novedades. Filla de Josep Andreu i Lasserre, més conegut amb el nom de Charlie Rivel, i de Carmen Busto, era també neboda del pallasso i acròbata Roger Andreu, de nom artístic Rogelio Rivel.
De ben petita rebé de l'entorn familiar formació artística i circense en acrobàcia, dansa, música, cant i pantomima, amb la qual esdevindria una artista versàtil i completa. Inicià les col·laboracions amb el seu pare en el món del circ, destacant la victòria que aconseguiren el 1927 en un concurs d'imitadors de Charlie Chaplin, en el qual participava el mateix Chaplin. Va debutar al món del circ el 1928 al music-hall Empire, a París, imitant la vedet Josephine Baker. Amb els seus germans (The Charlie Rivel's Babys) actuà en números musicals i de dansa acrobàtica dins dels espectacles familiars.
El 1927 es traslladà, juntament amb el seu pare i la resta de la família, a l'Alemanya de la República de Weimar, on actuà amb ells al Circ Schumann, un dels més famosos del moment. El 1945 es casà amb Albert Schumann (1915 - Cubelles, 2001), també d'una nissaga circense, amb qui formaria parella artística i destacaria com a domadora eqüestre, en una especialitat que li havia estat fins aleshores desconeguda i en la qual destacaria ben aviat com a amazona a l'anglesa i coreògrafa.
A partir de la dècada de 1950, renovaria les posades en pista dels números eqüestres del circ Schumann, tant pel que fa als motius temàtics com a les músiques i coreografies, sovint inspirades en el cinema de l'època, que recorrerien els circuits circenses d'Europaː Göteborg, Estocolm, Copenhaguen, Londres, i també Oslo, Viena, Budapest o París. Paulina Albert actuava acompanyada del seu marit Albert Schumann, els seus cunyats Max i Vivi Schumann, el cavallista Douglas Kossmeyer, i amb els anys els fills dels dos matrimonis Schumann, treballant amb quaranta cavalls en pista en alguns moments.
El 1969, amb el tancament del Circ Schumann, es retirà del món del circ i a partir de 1972, quan va morir la seva mare, reinicià les seves col·laboracions com a clownessa amb el seu pare durant onze anys (1972-1982). En morir Charlie Rivel el 1983, va fer a Barcelona una primera i única actuació a l'estat espanyol com a amazona actuant el Nadal de 1998-1999 al Circ Raluy amb un número d'alta escola. Fins al final de la vida visqué retirada a la població de Cubelles (Garraf), població natal del seu pare.

## Estrenes
És autora i responsable, pel que fa a argument, música, il·luminació, vestuari i coreografia, d'aquestes creacions eqüestres:
- 1950. Le camp du drap d’or (cavalls en llibertat)
- 1950. A duet in white (ballarina i alta escola)
- 1951. Carousel (cavalls en llibertat)
- 1951. Fiesta en Sevilla (alta escola en grup)
- 1952. Madame du Barry in the park (alta escola en grup)
- 1952. Poutpourri (cavalls en llibertat)
- 1953. Carnival in Venice (alta escola en grup)
- 1953. Cherokee (cavalls en llibertat)
- 1954. Prince Igor/troika (alta escola en grup)
- 1954. Equine poutpourri (cavalls en llibertat)
- 1957. The three Musketeer (alta escola en grup)
- 1957. Gauchos (cavalls en llibertat)
- 1958. Feria de Primavera (alta escola en grup)
- 1958. Schumannship 1958 (cavalls en llibertat)
- 1959. Hungarian Rapsody (alta escola en grup)
- 1959. Schumannship 1959 (cavalls en llibertat)
- 1960. Ben-Hur (poses eqüestres, Douglas Kossmeyer)
- 1960. Cavalcade of dances (alta escola en grup)
- 1960. Mustapha, the horse at bed (cavalls en llibertat)
- 1962. Schumanns in Mexico (alta escola en grup)
- 1962. Austria’s dream (cavalls en llibertat)
- 1963. Robin Hood (alta escola en grup)
- 1963. Carousel in white (quadre final)
- 1964. Latin feeling (fantasia brasilera, cavalls en llibertat)
- 1964. Doctor Zhivago (alta escola en grup)
- 1964.Spanish intermezzo (cavalls en llibertat)
- 1965. Paris 1900: Good Old Days (alta escola en grup)
- 1966. Rapsody in Blue – New York suite (cavalls en llibertat)
- 1966. Gigi (alta escola en grup)
- 1966. Schumannship 1966 (cavalls en llibertat)
- 1967. My Fair Lady (alta escola en grup)
- 1968. Cole Porter’s White Fantasy (cavalls en llibertat)

## Reconeixements i memòria
Entre els premis rebuts al llarg de la carrera destaquen l'Òscar del Circ (París, 1955), la Medalla de Oro del 1r Congreso Internacional de Amigos del Circo (Madrid, 1988). L'any 2007 rebé la Medalla d'Or al Mèrit en les Belles Arts del Ministeri de Cultura. El juliol del 2008 fou guardonada amb el Premi Nacional de Circ concedit per la Generalitat de Catalunya "per la seva extraordinària trajectòria com a acròbata, equilibrista, funàmbula, ballarina, ensinistradora de cavalls en llibertat i amazona d'alta escola" i perquè "la seva trajectòria artística és una valuosa aportació a la historiografia circense i un vigorós estímul per a les noves generacions".
Del 25 de gener al 8 de maig del 2011, el centre Arts Santa Mònica de Barcelona li dedicà una exposició que li retia homenatge, per tal com «representa l'emergència de les artistes femenines al món del circ». La mostra s'intitulà Un segle de Circ. Paulina Andreu Rivel Schumann.